# Porzsolt Ádám
Barátosi Porzsolt Ádám (Sepsibesenyő, 1830. június 6. – 1886 után) református kántor-tanító.

## Életútja
Gyermekkorában már nagy hajlama volt a zenére, rajzolásra és építésre, de egyikben sem képezhette ki magát, mert szegény sorsban volt és főleg atyjának vad modora a szülői háztól is már nyolc éves korában távozni késztette. Nagyenyeden a kollégiumban kezdett tanulni, ahonnét Brassóba került a szász kollégiumba; onnét Kolozsvárt mesterségbe állott. Eközben atyja meghalt. 1841-ben ismét Nagyenyedre került a kollégiumba, ahol 1848-ig tanult. 
1848-ban pünkösd után honvédnek állott és az őrmesterségig vitte fel. A jádi csatában két sebet is kapott, a halottak közül az oroszok felvették és Czernovitzbe fogságra vitték, ahonnét 1849. november 19-én bocsátották ki. 1850-ben otthon tartózkodott. Azután tovább tanult Udvarhelyen 1853-ig. A gimnázium VII. osztályától búcsút vett és gazdatisztnek állott be. 
1856-ban odahagyta az udvari szolgálatot és tanító lett Torboszlóban (Maros-Torda megye). 1860-ban Atosfalvára került levita-tanítónak, 1870-ben báró Eötvös József miniszter Rákosdra (Hunyad megye) nevezte ki állami iskolai tanítónak. Itt képviselőválasztásokba elegyedve, elvesztette állását és Sepsibesenyőre ment földmívesnek. De már 1873-ban a sepsiszentgyörgyi iskolához választották tanítónak. 
1875-ben Sóváradon tanitóskodott, majd Lukafalvára (Maros-Torda megye) került és innét 1886-ban Szentháromságra (Maros-Torda megye) választották meg református kántor-tanítónak.
Cikkei a Kertész Gazdában és Erdészeti és Gazdasági Lapokban (1867. A bükkmag figyelmet érdemlő olajos mag, a Székely Néplap után); az Erdélyi Értesítőben (1884. elbeszélés); a Maros-Tordában (1886. 2-4. sz. Visszaemlékezések 1849-re) és az Erdélyi Gazdában.